# 22nd Virginia Infantry
Vingt-deuxième régiment d'infanterie de volontaires de Virginie
Le 22nd Virginia Infantry est un régiment confédéré de la guerre de Sécession. Son commandant les George S. Patton, Sr., le grand-père du général de la Seconde Guerre mondiale George S. Patton.

## Organisation
Le 22nd Virginia Infantry, précédemment appelé le 1st Kanawha Regiment, est organisé et accepté pour servir dans l'armée confédérée en juillet 1861. Ses membres sont originaires des comtés de Jackson, Kanawha, Craig, Nicholas, Alleghany, Wyoming, Greenbrier, et Boone.

## Service
Le 22nd Virginia Infantry participe aux combats à Carnifex Ferry et plus tard perd vingt-et-un pour cent des 550 hommes engagés lors de la bataille de Droop Mountain. Il est rattaché à la brigade d'Echols et de Patton et participe aux opérations dans la vallée de la Shenandoah et est dissout au printemps 1865.